# Dirk Krüger (Boxer)
Dirk Krüger (* 13. Februar 1973) ist ein deutscher Boxer vom Berliner TSC. Sein größter Erfolg war die Bronzemedaille bei der Weltmeisterschaft 1995 in Berlin. Er boxte größtenteils im Bantamgewicht bis 54 kg.

## Werdegang
Dirk Krüger begann seine Laufbahn als Jugendlicher und boxte im Nachwuchsbereich der DDR-Nationalmannschaft. Die ersten Internationalen Turniere bei den Männern boxte er im Jahr 1993. Bei der Weltmeisterschaft 1993 in Tampere belegte er den 9. Platz, nach einer Niederlage gegen den Olympiasieger Joel Casamayor (Kuba). Im selben Jahr erreichte er den 2. Platz beim Chemiepokal und bei der Deutschen Meisterschaft. Nachdem Dieter Berg vom Schweriner SC seine Karriere beendet hatte, wurde Dirk Krüger die Nummer 1 beim DABV. Er wurde daraufhin beim Weltcup 1994 in Bangkok eingesetzt, kämpfte sich bis ins Halbfinale durch und teilte sich den 3. Platz mit Istvan Kovacs. Er verlor gegen den rumänischen Boxer Claudio Christache.
1994 gewann er seinen ersten Deutschen Meistertitel in seiner Heimatstadt Berlin. Nachdem er in den Vorjahren Dritter bzw. Zweiter geworden war, siegte er 1995 beim Chemiepokal. Dadurch qualifizierte er sich für die Weltmeisterschaft 1995 in Berlin. Bei der WM setzte er sich gegen Sahib Piric, Bosnien (9:0), Istvan Kovacs, Ungarn (15:10) und Abdelaziz Boulahia, Algerien (9:2) durch. Im Halbfinale traf er auf den polnischen Vertreter Robert Ciba und verlor knapp (3:4) nach Punkten und erhielt die Bronzemedaille. Im Oktober holte er seinen zweiten DM-Titel in Duisburg. 1996 wurde er wieder Silbergewinner beim Chemiepokal in Halle. Er verlor abermals gegen Joel Casamayor aus Kuba. Krüger wurde für die EM 1996 in Dänemark nominiert, doch verlor er direkt in der ersten Turnierrunde gegen George Olteanu, Rumänien (5:17). Danach boxte er kurzzeitig nur in der 1. Bundesliga für den BR Berlin und die Kampfgemeinschaft Berlin/Brandenburg. 1997 verlor er seinen Nummer-Eins-Status an den Cottbuser Myrko Schade, der auch im selben Jahr zur WM fuhr und ins Viertelfinale kam. Bei der DM 1997 in Schwerin verlor Krüger im Finale gegen Lokalmatador Enrico Köbbert (11:35), nachdem er sich gegen Marcel Göllnitz aus Velbert durchgesetzt hatte. 1998 stieg dann Rene Schultz ins Bantamgewicht auf, und so hatte Krüger noch einen Lokalrivalen vom SC Berlin in der Nationalmannschaft. Er scheiterte an der EM-Qualifikation in der ersten Runde, wodurch Köbbert, Schultz und Schade an der Reihe waren. Schade qualifizierte sich noch zur EM in Minsk.
Bei der Deutschen Meisterschaft 1998 in Cuxhaven erreichte Krüger wieder das Finale und verlor dort gegen Schade, (10:23). Doch 1998 holte er sich noch in Warendorf den Militärweltmeistertitel. Im Mai 1999 fand die Deutsche Meisterschaft in Wolfenbüttel statt. Dort gewann er gegen Mattauch, 1.BC Magdeburg (RSC, 2.Runde) und nach einem knappen Kampf gegen Thomas Papp, BC Frankfurt (Oder) (14:14) durch Nachhilfspunkte. Im Finale wartete dann die Revanche gegen Myrko Schade. Krüger gewann das Finale (15:7) und qualifizierte sich für die WM in Houston, Texas. Beim Chemiepokal im selben Jahr verlor er im Finale gegen Europameister Serhij Daniltschenko. Bei der WM konnte er den Erfolg von 1995 nicht wiederholen und belegte den 9. Platz nach einer Niederlage gegen Gaudet aus Kanada. Nach der WM schied er aus der Nationalmannschaft aus und überließ den jungen Thomas Papp, Frankfurt (Oder) und Jürgen Demin, Schwabach den Olympiaqualifikationsplatz. Beide scheiterten an der Olympiaqualifikation. Bis 2001 kämpfte Krüger noch in der 1. Bundesliga für den BoxRing Hertha BSC. Danach beendete er seine Boxkarriere.
Heute arbeitet Dirk Krüger mit Kay Huste als Trainer beim Berliner TSC.